# 埃雷拉動胸龜
埃雷拉動胸龜（學名：Kinosternon herrerai）為動胸龜屬下的一種龜。發現於墨西哥伊達爾戈州、聖路易斯波托西州、塔毛利帕斯州和韦拉克鲁斯。